# Солёное (озеро, район Магжана Жумабаева)
Солёное (каз. Солёное) — солёное озеро в районе Магжана Жумабаева Северо-Казахстанской области Казахстана. Находится в 2 км к северу от села Каракога в урочище Камышловский лог.
По данным топографической съёмки 1940-х годов, площадь поверхности озера составляет 9,51 км². Наибольшая длина озера — 5,8 км, наибольшая ширина — 2,3 км. Длина береговой линии составляет 13,9 км, развитие береговой линии — 1,25. Озеро расположено на высоте 109,7 м над уровнем моря.
Озеро входит в перечень рыбохозяйственных водоёмов местного значения, имеется озёрно-товарное рыбоводное хозяйство.